# Maffliers
Maffliers é uma comuna francesa na região administrativa da Ilha de França, no departamento do Vale do Oise. Estende-se por uma área de 6.79 km². Em 2010 a comuna tinha 1 856 habitantes (densidade: 273,3 hab./km²).